# オランダの高等教育

図1：オランダの教育制度。研究系と職業系でキャリアが分かれる。左右縦軸の数字は年齢。
凡例：右ほどキャリアが高位。
- 右端文字列：Compulsory education＝義務教育（-16歳）
- 同：partial＝一部が進学。
- 最上部：Job market＝労働市場。
枠の色と内容、下から上へ。同じ段は左から右へ。
- 黄緑色：幼稚園・保育園。
- 水色：小学校（初等学校）。
- ピンク色：
-- VMBO＝中等教育課程。
-- HAVO＝一連の中等教育課程。
-- VWO＝大学入学前教育課程。
- 薄いオレンジ色：
-- MBO＝中等職業教育。
-- HBO＝（下）学士→（上）修士。
-- WO＝（下）学士→（左上）修士・（右上）研究修士。

オランダにおける高等教育機関（オランダにおけるこうとうきょういくきかん 蘭: hogeronderwijsinstellingen）は、研究大学（WO）と高等職業教育機関（HBO）に分類される（図1を参照）。

## 研究大学
オランダ国内には13の研究大学（WO; オランダ語: Wetenschappelijk Onderwijs）があり（2015年時点）、すべて公立大学である。オランダの中等教育で最高レベルであるVWOの卒業資格をとった学生のみが入学を許される。結果として、大学へ進学する者は全高校生徒の10％にも未たず、エリート志向が強い。
オランダ大学協会加盟校（大学設置認可年順、特記がなければ創立と同時に設置認可）:
- ライデン大学（1575年創立）
- フローニンゲン大学（1614年創立）
- ユトレヒト大学（1636年創立）
- アムステルダム大学（1632年創立、1877年設置認可）
- アムステルダム自由大学（1880年創立）
- デルフト工科大学（1842年創立、1905年設置認可）
- ヴァーヘニンゲン大学（英語版）（1876年創立、1918年設置認可）
- ラドバウド大学（1923年創立）
- エラスムス・ロッテルダム大学（1913年創立、1937年設置認可）
- ティルブルフ大学（英語版）（1927年創立、1939年設置認可）
- アイントホーフェン工科大学（1956年創立）
- トゥウェンテ大学（1961年創立）
- マーストリヒト大学（1976年創立）
- オランダ公開大学（英語版）（1984年創立・公開大学）

その他の大学:
- キュラソー大学（英語版）
- nl:Universiteit voor Humanistiek
- ナイエンローデ経営大学校（英語版）（私立）
- プロテスタント神学校（英語版）（私立）
- カンペン神学校（英語版）（私立）
- アペルドールン神学校（英語版）（私立）

かつて存在した大学:
- ハルダーヴァイク大学
- フラネカー大学
- ヘールレン宗教学専門大学
- ベルラーヘ・インスティチュート

## 高等職業教育機関（HBO）
オランダでは高等職業教育機関（HBO; オランダ語 Hoger beroepsonderwijs）も、高等教育機関の位置付けである。オランダの中等教育でHAVOの卒業認定を受けた学生に入学資格がある。
WOが基礎・応用の研究と理論構築に力を入れるのに対して、HBOはもっぱら実学を強調する。法律上は高等職業教育と称されるため、オランダ語のHoger　Beroep　Onderwijsの頭文字をとって「HBO」と一般的に呼ばれる。位置付けは大学よりも下である。
2003年のボローニャ協定の導入を受けて、HBOでも準学士、学士、時によっては修士の学位を授与するようになった。しかしWOがBachelor of ArtsやMaster of Scienceといった学術学位を授与するのに対して、HBOの学位は単に「Bachelor」か「Master」と称される。
オランダ語の「Universiteit」をHBOが使うことは許されていないが、英語の「University」にはそういった制約が無いため、英語名で「University of Professional Education」などと称する事例が多く見られる。
- アムステルダム芸術専門学校 - アムステルダム
- ArtEZ芸術専門学校 - アルンヘム
- アヴァンス高等職業教育機関 - デン・ボシュ/ティルブルフ/ブレダ/エテン=ルーア
- ドロンテン農学専門基督教学校 - ドロンテン
- ドリースター・基督教高等学校 - ハウダ
- エーデ・基督教高等学校 - エーデ
- オランダ・基督教高等学校 - レーウヴァルデン
- ヴィンデスヘイム基督教高等学校 - ツヴォレ
- アイントホーフェン・デザインアカデミー - アイントホーフェン
- フォンティス高等職業教育機関 - アイントホーフェン/デン・ボッシュ/シタールド/ティルブルフ/フェンロー
  - フォンティス・ジャーナリズム専門学校
- 改革派教会・高等職業教育機関 - ツヴォレ
- ヘリット・リートフェルト・アカデミー - アムステルダム
- フローニンゲン・ハンザ同盟高等学校 - フローニンゲン
- HASデン・ボス - デン・ボス
- デ・ホルスト高等職業教育機関 - ドリーベルヘン
- ドムスタット高等職業教育機関 - ユトレヒト
- ドレンテ高等職業教育機関 - エメン
- エディット・スタイン高等職業教育機関 - ヘンゲロー
- ヘリコン高等職業教育機関 - ザイスト
- インホラント高等職業教育機関 - アルクマー/デルフト/ハーグ/ディーメン/ドルトレヒト/ハールレム/ロッテルダム/ユトレヒト/ザーンスタット
- IPABO高等職業教育機関 - アルクマー/アムステルダム
- ライデン高等職業教育機関 - ライデン
- ロッテルダム高等職業教育機関 - ロッテルダム
- アムステルダム高等職業教育機関 - アムステルダム
- アルンヘム・ナイメーヘン高等職業教育機関 - アルンヘム/ナイメーヘン
- 象形美術・音楽・舞踏高等職業教育機関 - ハーグ
- ファン・ハール・ラーレンスタイン高等職業教育機関 - レーウヴァルデン - ワーヘニンゲン - フェルプ
- ユトレヒト芸術学校 - ユトレヒト
- 美術専門学校 - ユトレヒト
- 経済学高等職業教育機関(HES) - アムステルダム/ロッテルダム
- 音楽・舞踏高等職業教育機関 - ロッテルダム
- ゼーラント高等職業教育機関 - フリッシンゲン
- 南部高等職業教育機関 - ヘールレン/シタールト/マーストリヒト
- ハーグ・ホテル専科学校
- イセリンゲ・教育専科学校 - ドゥッティンヘム
- PABO・カトリック教育専科学校 - ツヴォレ
- NHTV国際高等職業教育機関ブレダ校 - ブレダ
- 北部高等職業教育機関レーウヴァルデン校 - レーウヴァルデン
- PCマルニクス・アカデミー初等教育専科学校 - ユトレヒト
- デ・ケンペル教育専科学校 - ヘルモント
- ライスヴァイク工科学校 - ライスヴァイク
- ハーグ高等職業教育機関 - ハーグ
- サクシオン高等職業教育機関 - エンスケデ/デーヴェンター/アペルドールン
- 南部オランダ・音楽専門学校 - マーストリヒト/ティルブルフ

## ランキング

### THE–QS
QSランキングでの位置づけは以下の通り。
| 年度                         | 2004 | 2005 | 2006 | 2007 | 2008 | 2009 | 2010 | 2011 (QS) | 2011 (THE) | 2012 (QS) | 2012 (THE) | 2013 (QS) | 2013 (THE) | 2015 (THE) | 2015 (QS) |
| ---------------------------- | ---- | ---- | ---- | ---- | ---- | ---- | ---- | --------- | ---------- | --------- | ---------- | --------- | ---------- | ---------- | --------- |
| アムステルダム大学           | 98   | 58   | 69   | 48   | 53   | 49   | 56   | 63        | 92         | 62        | 83         | 58        | 83         | 58         | 55        |
| ライデン大学                 | 131  | 138  | 90   | 84   | 64   | 60   | 82   | 88        | 79         | 75        | 64         | 74        | 67         | 67         | 95        |
| ユトレヒト大学               | 120  | 120  | 95   | 89   | 67   | 70   | 83   | 80        | 68         | 85        | 67         | 81        | 74         | 62         | 94        |
| デルフト工科大学             | 78   | 53   | 86   | 63   | 78   | 83   | 108  | 104       | 104        | 103       | 77         | 95        | 69         | 65         | 64        |
| エラスムス・ロッテルダム大学 | 64   | 57   | 92   | 163  | 126  | 108  | 99   | 103       | 157        | 99        | 72         | 92        | 73         | 71         | 126       |
| マーストリヒト大学           | 123  | 157  | 172  | 111  | 111  | 116  | 111  | 109       | 197        | 107       | 115        | 121       | 98         | 88         | 169       |
| アイントホーフェン工科大学   | 83   | 70   | 67   | 130  | 128  | 120  | 126  | 146       | 115        | 158       | 114        | 157       | 106        | 176        | 117       |
| フローニンゲン大学           | NR   | NR   | NR   | 193  | 144  | 138  | 120  | 115       | 134        | 109       | 89         | 97        | 98         | 74         | 100       |
| ヴァーヘニンゲン大学         | NR   | 108  | 97   | 148  | 142  | 155  | 178  | 175       | 75         | 161       | 70         | 150       | 77         | 47         | 135       |
| アムステルダム自由大学       | NR   | 186  | 183  | NR   | 155  | 165  | 171  | 179       | 159        | 177       | 140        | 181       | 144        | 154        | 176       |
| トゥウェンテ大学             | NR   | NR   | 115  | 185  | 200  | 200  | 199  | 226       | 200        | 224       | 187        | 228       | 170        | 149        | 188       |
| ラドバウド大学               | 191  | 177  | 137  | 195  | NR   | NR   | 149  | 138       | 159        | 136       | 127        | 143       | 131        | 125        | 177       |